# 1 km da Wall Street
1 km da Wall Street (Boiler Room) è un film del 2000 scritto e diretto da Ben Younger. I protagonisti del film sono interpretati da Giovanni Ribisi, Vin Diesel, Nia Long, Ben Affleck, Tom Everett Scott, Ron Rifkin e Jamie Kennedy. Il film è costato 9 000 000 dollari e ne ha incassati 28 000 000.

## Trama
Seth Davis, un ragazzo di 19 anni che ha lasciato il Queens College, gestisce una bisca illegale nella sua casa vicino al campus, per soddisfare gli studenti universitari. Anche se guadagna da vivere con successo, è una delusione per suo padre, Marty, un giudice federale di New York City. Una notte, suo cugino Adam si ferma al casinò per giocare a blackjack, portando con sé un ricco socio di nome Greg Weinstein. Greg recluta Seth per unirsi a JT Marlin, una società di intermediazione con sede da qualche parte fuori dalla Long Island Expressway, promettendogli che ha l'opportunità di diventare ricco.
Arrivato a JT Marlin, Seth partecipa a un'intervista di gruppo e apprende da Jim Young, uno dei co-fondatori dell'azienda, cosa ci si aspetta dal suo lavoro e anche come può diventare milionario. Le tecniche di vendita dell'azienda si basano sulle chiamate a possibili clienti per vendere azioni; Seth si unisce come apprendista agente di borsa, con l'obbligo di chiudere 40 contratti e superare un esame di serie 7 per iniziare a lavorare in modo indipendente. I broker adorano citare il personaggio di Gordon Gekko di Wall Street, considerandolo un modello. Presto Seth si integra col gruppo, ottiene l'approvazione di suo padre e intraprende una storia d'amore con Abbie Halpert, una segretaria e l'ex fidanzata di Greg.
A poco a poco Seth scopre che la JT Marlin è una società di intermediazione azionaria che gestisce un metodo denominato "pompa e discarica", utilizzando i suoi broker per creare una domanda artificiale nel magazzino di società scadute o false e titoli speculativi. Quando l'impresa ha finito di pompare le azioni, i fondatori dell'azienda vendono e scambiano azioni legittime con profitti record. A quel punto gli investitori non hanno nessuno a cui vendere le loro azioni sul mercato quando il prezzo delle azioni precipita, causandogli la perdita di tutto il capitale. Gli agenti dell'FBI che indagano sulla ditta decidono di perseguire Seth, sperando di renderlo il loro informatore.
Seth supera l'esame di Serie 7 e diventa un broker. Quindi contatta Harry Reynard, il responsabile acquisti di un'azienda di alimenti gourmet. Sebbene Harry sia riluttante, cede dopo che Seth mente dicendo che lo stock di azioni è garantito per aumentare di valore; Seth gli vende 100 azioni a 8 dollari ciascuno. Quando il valore del titolo diminuisce, Harry richiama per chiedere perché il titolo è andato così male, ma viene convinto da Seth ad acquistare altre azioni. Lo stock alla fine si esaurisce, costando a Harry i suoi risparmi e la sua famiglia.
Sentendosi in colpa per aver truffato Harry, Seth decide di lasciare la società. Il padre Marty lo caccia da casa, accusandolo di distruggere la vita delle persone. Seth indaga ulteriormente, scoprendo che i fondatori dell'azienda si stanno già preparando ad abbandonare la JT Marlin, distruggere i registri e tagliare i legami con i loro dipendenti per ridisegnare il marchio e reiniziare il loro piano con un nuovo nome, lasciando le loro vittime ad affrontare una lunga battaglia legale senza molta speranza di recuperare i loro soldi. Seth si presenta all'ufficio di suo padre e spiega in lacrime che ha chiuso la bisca e ha trovato un lavoro altamente criminale ma che pensava fosse legale per ottenere l'approvazione della sua famiglia. Chiede quindi che suo padre lo aiuti in un piano per derubare la società dei loro soldi e portarli giù, sperando che le sue azioni, sebbene illegali, recuperino abbastanza soldi per aiutare le vittime di JT Marlin. Anche se Marty inizialmente rifiuta a causa del rischio di perdere il suo lavoro, chiama Seth il giorno successivo, riconciliandosi con lui e offrendosi di aiutarlo con il piano.
Seth viene arrestato dall'FBI per violazione delle regole borsistiche e viene portato in custodia insieme a suo padre, accusandolo quest'ultimo di complicità in base alla registrazione di una telefonata. L'FBI gli offre l'immunità federale se accetta di testimoniare contro la JT Marlin dopo l'arresto dei membri ma minacciano di coinvolgere Marty per assicurare la cooperazione di Seth. Seth afferma che testimonierà contro l'impresa e fornirà forti prove delle loro pratiche illegali solo se suo padre sarà rilasciato. Lui e gli agenti raggiungono un accordo, e Seth che viene tenuto in custodia durante la notte. 
Seth torna a lavorare il giorno successivo e segue le istruzioni dell'FBI facendo una copia dei file del suo PC su un disco floppy da usare come prova. Prima di andarsene, Seth tenta di recuperare i soldi di Harry. Mente a Michael Brantley, il fondatore dell'azienda, spiegando che la società può perdere molti soldi rifiutando di continuare a fare affari con Harry Reynard, che Seth ritiene essere un investitore importante da non scontentare. Brantley accetta di procedere, offrendogli quote della prossima Offerta pubblica iniziale, con l'avvertimento che Harry non può vendere le azioni fino a quando la società non ha venduto le loro. Per vendere le azioni alle spalle di Michael, Seth ha bisogno di un'autorizzazione di vendita firmata da un broker senior, cosa che il suo supervisore diretto, Greg, ha esplicitamente affermato che non avrebbe mai fatto. Quindi chiede la firma di Chris Varick, spiegando che potrebbe anche "fare una cosa giusta" nell'aiutare un investitore gravemente colpito a recuperare i suoi soldi; gli parla dell'irruzione dell'FBI e che non ci sarà un futuro nel continuare gli affari in JT Marlin. Chris accetta con riluttanza e procede a fuggire dall'edificio nel tentativo di fuggire dall'arresto. Seth esce dall'ufficio e va alla sua macchina, decidendo cosa fare della sua vita ora che i suoi legami con JT Marlin sono finiti. Mentre parte con la sua auto, diverse macchine, autobus e furgoni dell'FBI entrano nel parcheggio, con agenti che si precipitano a perquisire l'edificio.

## Colonna sonora
1. Rakim – New York (Ya Out There)
2. De La Soul – Keepin the Faith
3. Lords of the Underground – Funky Child
4. The Angel – Segue to Word
5. Ernie Andrews – Sunset Eyes
6. Tricky – You Don't
7. Pharoahe Monch – Right Here
8. Beanie Sigel – What a Thug About
9. The Notorious B.I.G. – Things Done Changed
10. De La Soul – Area
11. Ugly Duckling – Get on This
12. O.C. – Ma Dukes
13. A Tribe Called Quest – Award Tour
14. Group Home – Supa Star
15. Esthero – Anywayz
16. The Angel f/ Mystic – Destiny Complete
17. Brand Nubian – Brand Nubian Rock the Set
18. Slick Rick – Impress the Kid
19. Pharoahe Monch – Simon Says
20. Saukrates – Money or Love
21. 50 Cent – That Ain't Gangsta

## Riconoscimenti
- Festival del cinema americano di Deauville 2000: Premio della giuria